# Belgrano (Buenos Aires)
Belgrano è un barrio (quartiere) della capitale argentina Buenos Aires, situato a nord del centro cittadino. È intitolato alla memoria del generale Manuel Belgrano, creatore della bandiera argentina.

## Confini
Belgrano confina a nord-ovest con il barrio di Núñez, ad est con il río de la Plata, a sud con Palermo, a sud con Colegiales, a sud-ovest con Villa Ortúzar e Villa Urquiza, ad ovest con Coghlan. Belgrano è a sua volta suddiviso in alcuni barrios non ufficiali: Belgrano R, Bajo Belgrano o Belgrano Chico, Barrio River e Belgrano C.

## Storia
Nella prima metà del XIX secolo il congresso della provincia di Buenos Aires approvò una risoluzione secondo la quale si  sarebbe intitolato alla memoria di Manuel Belgrano, patriota ed ideatore della bandiera dell'Argentina, il prossimo villaggio a esser fondato. Dopo la fine della lunga dittatura di Juan Manuel de Rosas, un gruppo di coloni s'insediò nella parte nord delle proprietà terriere dell'ex-capo di stato argentino. A seguito alla rapida espansione dell'insediamento, nel 1855 fu proclamata la nascita del partido di Belgrano.
Il 13 giugno 1880, dopo che il governatore della provincia di Buenos Aires Carlos Tejedor aveva organizzato una rivolta contro il presidente Nicolás Avellaneda, il governo federale, il Senato e la Camera dei Deputati si trasferirono a Belgrano, che fu dichiarata capitale provvisoria.
Nel 1887 il partido di Belgrano, insieme a quello di San José de Flores fu accorpato alla Città Autonoma di Buenos Aires. Negli anni a seguire il quartiere fu interessato da un'intensa ondata migratoria, di provenienza soprattutto britannica e tedesca. Furono costruite in tutta Belgrano grandi residenze signorili, ville e villette in stile art déco ed eclettico. 
A partire dalla fine degli anni cinquanta del XX secolo, Belgrano fu interessata da un'intensa attività edilizia che stravolse completamente l'aspetto del quartiere. Con l'approvazione dell'ordinanza 4110/57 da parte della città di Buenos Aires nel 1957, fu autorizzata la costruzione di torri. Nei decenni successivi l'urbanistica drl quartiere fu travolta come nessun altro barrio della capitale argentina dalla costruzione di questi grandi edifici residenziali. Dimore e ville di pregio furono costantemente abbattute nei decenni successivi per fare spazio alle nuove torri. Solo il settore conosciuto come Belgrano R ha conservato in parte l'aspetto signorile d'inizio novecento.

## Monumenti e luoghi d'interesse
La parte centrale di Belgrano, sviluppatasi attorno a plaza Manuel Belgrano, ospita alcuni dei monumenti più antichi come la chiesa dell'Immacolata Concezione, il vecchio palazzo del municipio oggi sede del Museo Sarmiento ed il Museo Larreta. Un luogo caratteristico è il Barrio Chino, la chinatown di Buenos Aires, abitato da cinesi e persone provenienti da altri paesi asiatici e ricco di attività commerciali. Lungo le rive del Río de la Plata sorge il Parco della Memoria-Monumento alle Vittime del Terrorismo di Stato, focalizzato sulla repressione durante gli anni del Processo di Riorganizzazione Nazionale.
Belgrano ospita anche numerosi parchi, giardini ed aree verdi. Tra le più importanti spiccano le Barrancas de Belgrano, plaza Manuel Belgrano e plaza Castelli.

## Cultura

### Istruzione

#### Musei
- Museo Storico Sarmiento
- Museo d'Arte Spagnola Enrique Larreta
- Museo Casa Yrutia

#### Università
- Cittadella universitaria dell'Università di Buenos Aires
- Università di Belgrano, privata, fondata nel 1964.
- Università Di Tella

## Infrastrutture e trasporti

### Strade
Belgrano è attraversata da alcune delle principali arterie stradali della parte nord di Buenos Aires, come l'Avenida Leopoldo Lugones, l'Avenida del Libertador e l'Avenida Cabildo.

### Ferrovie
Belgrano dispone di due stazioni ferroviarie, poste entrambe lungo la linea Mitre. La prima, Belgrano C, è situata lungo la linea Retiro-Tigre, mentre la seconda Belgrano R, lungo le tratte Retiro-Bartolomé Mitre e Retiro-José León Suárez.
Il quartiere è servito anche da tre stazioni della linea D della metropolitana di Buenos Aires: Congreso de Tucumán, Juramento e José Hernández.

## Sport
La principale società sportiva attiva nel quartiere è il Club Atlético River Plate che disputa le sue partite interne presso Estadio Antonio Vespucio Liberti, noto anche come Monumental. Il River Plate è una delle squadre più importanti del paese ed è tra le più titolate al mondo. Sebbene sia fortemente radicato nel tessuto sociale del quartiere il River non è autoctono di Belgrano, fu infatti fondato nel 1901 nel popolare barrio della Boca. L'altra squadra importante del quartiere è il Club Atlético Excursionistas, meno noto ma autoctono del quartiere.